# Варела, Обдулио
Обду́лио Хаси́нто Муи́ньос Варе́ла (исп. Obdulio Jacinto Muiños Varela; 20 сентября 1917, Монтевидео — 2 августа 1996, Монтевидео) — уругвайский футболист, капитан сборной Уругвая на победном для неё чемпионате мира 1950 года. Только он, Шуберт Гамбетта, Виктор Родригес Андраде и Анибаль Пас стали как чемпионами мира 1950 года, так и чемпионами Южной Америки.

## Биография
Имел африканские, испанские и даже греческие корни (его партнёр по чемпионскому составу Альсидес Гиджа утверждал, что Варела по национальности – бразилец).

## Карьера футболиста

### Клубная карьера
Он начал профессиональную карьеру в составе клуба «Депортиво Хувентуд». В марте 1938 года перешёл в клуб «Монтевидео Уондерерс». В 1943 году перешёл в состав одного из ведущих клубов Уругвая «Пеньяроля», в составе которого дебютировал 12 марта в матче с «Ливерпулем».
На поле Обдулио Варела был настоящим лидером, за что получил прозвище «Чёрный вождь».

### Игры за сборную
Перед матчем с бразильцами на чемпионате мире 1950 года он сказал пророческие слова: «Не бывает матчей, проигранных до начала игры». В историю также вошёл эпизод решающего матча на том же чемпионате мира, когда бразильцы открыли счёт в матче на радость переполненной 200-тысячной Маракане. Обдулио Варела взял мяч в руки и оспорил гол, считая, что Фриаса находился в положении вне игры. В конце концов Варела согласился с голом, поставил мяч на центр поля и крикнул: «Теперь пора побеждать!» Впоследствии Варела говорил, что его целью было не отменить гол, а сбить наступательный порыв бразильцев, вывести их из равновесия. В результате, уругвайцы забили два гола (отличились Хуан Альберто Скьяффино и Альсидес Гиджа), и, к величайшему конфузу бразильцев, выиграли матч, став во второй раз в истории чемпионами мира.
Последний матч за «Пеньяроль» Варела провёл в Рио-де-Жанейро 19 июня 1955 года против «Америки» из Рио-де-Жанейро.
В 1994 году был награждён орденом ФИФА за заслуги перед футболом.
Умер 2 августа 1996 года.

### Личные качества
Согласно сложившимся вокруг игрока легендам, Варела не только обладал лидерскими способностями, но и отличался принципиальностью. Так, после очередной важной победы «Пеньяроля» руководство клуба решило выдать игрокам дополнительную премию — всем по 250 долларов, а Вареле — 500. Варела сказал: Или всем по 250, или всем по 500. В итоге все игроки клуба получили по 500 долларов.
Варела так и не согласился играть с логотипом спонсора на футболке. «Раньше неграм вешали в нос бирку с фамилией владельца, теперь это. Ни за что!». Вся команда, кроме Варелы выходила на поле в футболках с рекламной надписью.

## Титулы
- Чемпион Уругвая (6): 1944, 1945, 1949, 1951, 1953, 1954
- Чемпион мира (1): 1950
- Чемпион Южной Америки (1): 1942
- Лучший футболист Кубка Америки 1942

## Память
В 2002 году был открыт многофункциональный стадион в Монтевидео, названный в честь Обдулио Варелы. Преимущественно используется для проведения домашних матчей футбольного клуба «Вилья Эспаньола».